# アナと雪の女王 (サウンドトラック)
| 専門評論家によるレビュー | 専門評論家によるレビュー |
| レビュー・スコア         | レビュー・スコア         |
| 出典                     | 評価                     |
| ------------------------ | ------------------------ |
| オールミュージック       | [ 4 ]                    |
| Sputnikmusic             | 2.1/5                    |

『アナと雪の女王 オリジナル・サウンドトラック』（アナとゆきのじょおう オリジナル・サウンドトラック、Frozen: Original Motion Picture Soundtrack）は、2013年のディズニーのアニメ映画『アナと雪の女王』のサウンドトラックである。サウンドトラックにはクリステン・アンダーソン＝ロペスとロバート・ロペスの作詞・作曲によるオリジナル歌曲が10曲、クリストフ・ベックの作曲によるスコアが22曲収録されている。収録曲の1つである「レット・イット・ゴー」（映画版はイディナ・メンゼル、シングル版はデミ・ロヴァートが歌唱）は批評家に絶賛され、第86回アカデミー賞歌曲賞と第19回クリティクス・チョイス・アワード歌曲賞を受賞したほか、第71回ゴールデングローブ賞主題歌賞にノミネートされた。
2013年11月25日にウォルト・ディズニー・レコードより、1枚のみのバージョンと、2枚組デラックス版（歌曲のオリジナルデモ版、未使用のアウトテイク音源、インストゥルメンタルバージョンなどが収録）が発売された。2013年10月21日にはサウンドトラックのリードシングルとしてデミ・ロヴァートのカヴァーによる「レット・イット・ゴー」が発売された。
アルバムは音楽評論家に高評価され、Billboard 200チャートで初登場18位となった。2014年5月7日時点でアメリカ合衆国では260万枚以上を売り上げ、通算13週で1位を獲得している。アルバムはアメリカレコード協会よりプラチナ認定を受けた。アニメ映画のサウンドトラックが同チャートで1位を獲得したのは史上4例目であった。
また、2014年3月現在で全世界で400万枚以上を売り上げている。
2014年5月13日、日本国内での累積売上が46.6万枚になったとオリコンが発表。アニメのサウンドトラックではLP『さらば宇宙戦艦ヤマト』が持っていた歴代1位記録の38.6万枚を塗り替えた。
日本語版サウンドトラックは2019年3月にオラフ役のピエール瀧が逮捕されたことを受け、一時的に販売・配信を停止。同年7月29日から後任の武内駿輔の音源に差し替えられたものが、新たにリリースされている。

## トラックリスト
| 全作曲: クリステン・アンダーソン＝ロペス&ロバート・ロペス（トラック1-10）、クリストフ・ベック（11-32）、フローデ・フェルハイム（トラック11, 31）。 |                                                                     |      | |                                                           |      |
| # | タイトル                                                            | 作詞 | 作曲・編曲 | パフォーマー                                              | 時間 |
| 1. | 「氷の心」                                                          |      | クリステン・アンダーソン＝ロペス & ロバート・ロペス （トラック1-10）、 クリストフ・ベック （11-32）、 フローデ・フェルハイム （ 英語版 ） （トラック11, 31） | キャスト                                                  | 1:45 |
| 2. | 「雪だるまつくろう」                                                |      | クリステン・アンダーソン＝ロペス & ロバート・ロペス （トラック1-10）、 クリストフ・ベック （11-32）、 フローデ・フェルハイム （ 英語版 ） （トラック11, 31） | クリスティン・ベル、アガサ・リー・モン&ケイティー・ロペス | 3:27 |
| 3. | 「生まれてはじめて」                                                |      | クリステン・アンダーソン＝ロペス & ロバート・ロペス （トラック1-10）、 クリストフ・ベック （11-32）、 フローデ・フェルハイム （ 英語版 ） （トラック11, 31） | クリステン・ベル&イディナ・メンゼル                       | 3:45 |
| 4. | 「とびら開けて」                                                    |      | クリステン・アンダーソン＝ロペス & ロバート・ロペス （トラック1-10）、 クリストフ・ベック （11-32）、 フローデ・フェルハイム （ 英語版 ） （トラック11, 31） | クリステン・ベル&サンティノ・フォンタナ                   | 2:07 |
| 5. | 「レット・イット・ゴー」                                            |      | クリステン・アンダーソン＝ロペス & ロバート・ロペス （トラック1-10）、 クリストフ・ベック （11-32）、 フローデ・フェルハイム （ 英語版 ） （トラック11, 31） | イディナ・メンゼル                                        | 3:44 |
| 6. | 「トナカイのほうがずっといい」                                      |      | クリステン・アンダーソン＝ロペス & ロバート・ロペス （トラック1-10）、 クリストフ・ベック （11-32）、 フローデ・フェルハイム （ 英語版 ） （トラック11, 31） | ジョナサン・グロフ                                        | 0:50 |
| 7. | 「あこがれの夏」                                                    |      | クリステン・アンダーソン＝ロペス & ロバート・ロペス （トラック1-10）、 クリストフ・ベック （11-32）、 フローデ・フェルハイム （ 英語版 ） （トラック11, 31） | ジョシュ・ギャッド                                        | 1:54 |
| 8. | 「生まれてはじめて（リプライズ）」                                  |      | クリステン・アンダーソン＝ロペス & ロバート・ロペス （トラック1-10）、 クリストフ・ベック （11-32）、 フローデ・フェルハイム （ 英語版 ） （トラック11, 31） | クリステン・ベル&イディナ・メンゼル                       | 2:30 |
| 9. | 「愛さえあれば」(featuring マイア・ウィルソン)                      |      | クリステン・アンダーソン＝ロペス & ロバート・ロペス （トラック1-10）、 クリストフ・ベック （11-32）、 フローデ・フェルハイム （ 英語版 ） （トラック11, 31） | キャスト                                                  | 3:02 |
| 10. | 「レット・イット・ゴー」(エンドソング)                              |      | クリステン・アンダーソン＝ロペス & ロバート・ロペス （トラック1-10）、 クリストフ・ベック （11-32）、 フローデ・フェルハイム （ 英語版 ） （トラック11, 31） | デミ・ロヴァート                                          | 3:47 |
| 11. | 「ヴェリィ」(featuring カントゥス)                                  |      | クリステン・アンダーソン＝ロペス & ロバート・ロペス （トラック1-10）、 クリストフ・ベック （11-32）、 フローデ・フェルハイム （ 英語版 ） （トラック11, 31） | クリストフ・ベック                                        | 1:36 |
| 12. | 「エルサとアナ」                                                    |      | クリステン・アンダーソン＝ロペス & ロバート・ロペス （トラック1-10）、 クリストフ・ベック （11-32）、 フローデ・フェルハイム （ 英語版 ） （トラック11, 31） | クリストフ・ベック                                        | 2:43 |
| 13. | 「トロールたち」                                                    |      | クリステン・アンダーソン＝ロペス & ロバート・ロペス （トラック1-10）、 クリストフ・ベック （11-32）、 フローデ・フェルハイム （ 英語版 ） （トラック11, 31） | クリストフ・ベック                                        | 1:48 |
| 14. | 「戴冠式の日」                                                      |      | クリステン・アンダーソン＝ロペス & ロバート・ロペス （トラック1-10）、 クリストフ・ベック （11-32）、 フローデ・フェルハイム （ 英語版 ） （トラック11, 31） | クリストフ・ベック                                        | 1:14 |
| 15. | 「アレンデール王国」                                                |      | クリステン・アンダーソン＝ロペス & ロバート・ロペス （トラック1-10）、 クリストフ・ベック （11-32）、 フローデ・フェルハイム （ 英語版 ） （トラック11, 31） | クリストフ・ベック                                        | 1:25 |
| 16. | 「雪の国のワルツ」                                                  |      | クリステン・アンダーソン＝ロペス & ロバート・ロペス （トラック1-10）、 クリストフ・ベック （11-32）、 フローデ・フェルハイム （ 英語版 ） （トラック11, 31） | クリストフ・ベック                                        | 1:00 |
| 17. | 「秘められた力」                                                    |      | クリステン・アンダーソン＝ロペス & ロバート・ロペス （トラック1-10）、 クリストフ・ベック （11-32）、 フローデ・フェルハイム （ 英語版 ） （トラック11, 31） | クリストフ・ベック                                        | 3:17 |
| 18. | 「アナの追跡」                                                      |      | クリステン・アンダーソン＝ロペス & ロバート・ロペス （トラック1-10）、 クリストフ・ベック （11-32）、 フローデ・フェルハイム （ 英語版 ） （トラック11, 31） | クリストフ・ベック                                        | 1:02 |
| 19. | 「前に、上に」                                                      |      | クリステン・アンダーソン＝ロペス & ロバート・ロペス （トラック1-10）、 クリストフ・ベック （11-32）、 フローデ・フェルハイム （ 英語版 ） （トラック11, 31） | クリストフ・ベック                                        | 1:54 |
| 20. | 「オオカミだ!」                                                     |      | クリステン・アンダーソン＝ロペス & ロバート・ロペス （トラック1-10）、 クリストフ・ベック （11-32）、 フローデ・フェルハイム （ 英語版 ） （トラック11, 31） | クリストフ・ベック                                        | 1:44 |
| 21. | 「ノースマウンテン」                                                |      | クリステン・アンダーソン＝ロペス & ロバート・ロペス （トラック1-10）、 クリストフ・ベック （11-32）、 フローデ・フェルハイム （ 英語版 ） （トラック11, 31） | クリストフ・ベック                                        | 1:34 |
| 22. | 「ほんとに仲良しだったよね」                                        |      | クリステン・アンダーソン＝ロペス & ロバート・ロペス （トラック1-10）、 クリストフ・ベック （11-32）、 フローデ・フェルハイム （ 英語版 ） （トラック11, 31） | クリストフ・ベック                                        | 1:53 |
| 23. | 「マシュマロウ・アタック!」                                         |      | クリステン・アンダーソン＝ロペス & ロバート・ロペス （トラック1-10）、 クリストフ・ベック （11-32）、 フローデ・フェルハイム （ 英語版 ） （トラック11, 31） | クリストフ・ベック                                        | 1:43 |
| 24. | 「落ち着くのよ」                                                    |      | クリステン・アンダーソン＝ロペス & ロバート・ロペス （トラック1-10）、 クリストフ・ベック （11-32）、 フローデ・フェルハイム （ 英語版 ） （トラック11, 31） | クリストフ・ベック                                        | 1:07 |
| 25. | 「真実の愛だけだ」                                                  |      | クリステン・アンダーソン＝ロペス & ロバート・ロペス （トラック1-10）、 クリストフ・ベック （11-32）、 フローデ・フェルハイム （ 英語版 ） （トラック11, 31） | クリストフ・ベック                                        | 1:07 |
| 26. | 「囲われた山頂」                                                    |      | クリステン・アンダーソン＝ロペス & ロバート・ロペス （トラック1-10）、 クリストフ・ベック （11-32）、 フローデ・フェルハイム （ 英語版 ） （トラック11, 31） | クリストフ・ベック                                        | 2:32 |
| 27. | 「アレンデールに戻る」                                              |      | クリステン・アンダーソン＝ロペス & ロバート・ロペス （トラック1-10）、 クリストフ・ベック （11-32）、 フローデ・フェルハイム （ 英語版 ） （トラック11, 31） | クリストフ・ベック                                        | 1:38 |
| 28. | 「本当の狙い」                                                      |      | クリステン・アンダーソン＝ロペス & ロバート・ロペス （トラック1-10）、 クリストフ・ベック （11-32）、 フローデ・フェルハイム （ 英語版 ） （トラック11, 31） | クリストフ・ベック                                        | 1:36 |
| 29. | 「溶けたってかまわないさ」                                          |      | クリステン・アンダーソン＝ロペス & ロバート・ロペス （トラック1-10）、 クリストフ・ベック （11-32）、 フローデ・フェルハイム （ 英語版 ） （トラック11, 31） | クリストフ・ベック                                        | 2:06 |
| 30. | 「氷原」                                                            |      | クリステン・アンダーソン＝ロペス & ロバート・ロペス （トラック1-10）、 クリストフ・ベック （11-32）、 フローデ・フェルハイム （ 英語版 ） （トラック11, 31） | クリストフ・ベック                                        | 4:17 |
| 31. | 「大氷解（ヴェリィ リプライズ）」(featuring フローデ・フェルハイム) |      | クリステン・アンダーソン＝ロペス & ロバート・ロペス （トラック1-10）、 クリストフ・ベック （11-32）、 フローデ・フェルハイム （ 英語版 ） （トラック11, 31） | クリストフ・ベック                                        | 2:29 |
| 32. | 「エピローグ」                                                      |      | クリステン・アンダーソン＝ロペス & ロバート・ロペス （トラック1-10）、 クリストフ・ベック （11-32）、 フローデ・フェルハイム （ 英語版 ） （トラック11, 31） | クリストフ・ベック                                        | 3:04 |

| #   | タイトル                                                | 作詞 | 作曲・編曲 | パフォーマー                                                               | 時間 |
| --- | ------------------------------------------------------- | ---- | ---------- | -------------------------------------------------------------------------- | ---- |
| 1.  | 「Helado corazón」(スペイン語版)                        |      |            | キャスト                                                                   | 1:45 |
| 2.  | 「¿Y si hacemos un muñeco?」(スペイン語版)              |      |            | Romina Marroquín Payró, Andrea Rebeca Gómez Arias & Sara Paula Gómez Arias | 3:27 |
| 3.  | 「Finalmente y como nunca」(スペイン語版)               |      |            | Romina Marroquín Payró & Carmen Sarahí                                     | 3:45 |
| 4.  | 「La puerta es el amor」(スペイン語版)                  |      |            | Romina Marroquín Payró & Hugo Serrano                                      | 2:07 |
| 5.  | 「Libre soy」(スペイン語版)                             |      |            | Carmen Sarahí                                                              | 3:44 |
| 6.  | 「Renos mejores que humanos」(スペイン語版)             |      |            | Pepe Vilchis                                                               | 0:50 |
| 7.  | 「Verano」(スペイン語版)                                |      |            | David Filio                                                                | 1:54 |
| 8.  | 「Finalmente y como nunca (reprise)」(スペイン語版)     |      |            | Romina Marroquín Payró & Carmen Sarahí                                     | 2:30 |
| 9.  | 「Reparaciones」(featuring Simone Brook (スペイン語版)) |      |            | キャスト                                                                   | 3:02 |
| 10. | 「Let It Go」                                           |      |            | デミ・ロヴァート                                                           | 3:47 |
| 11. | 「Libre soy」(スペイン語版)                             |      |            | マルティナ・ストーセル                                                     | 3:46 |

| #   | タイトル                           | 作詞 | 作曲・編曲 | パフォーマー           | 時間 |
| --- | ---------------------------------- | ---- | ---------- | ---------------------- | ---- |
| 11. | 「All'alba sorgerò」(イタリア語版) |      |            | マルティナ・ストーセル | 3:46 |

| #   | タイトル                 | 作詞 | 作曲・編曲 | パフォーマー               | 時間 |
| --- | ------------------------ | ---- | ---------- | -------------------------- | ---- |
| 11. | 「Bebaskan」(マレー語版) |      |            | マーシャ・ミラン・ランドー | 3:46 |

| #   | タイトル                            | 作詞 | 作曲・編曲 | パフォーマー | 時間 |
| --- | ----------------------------------- | ---- | ---------- | ------------ | ---- |
| 11. | 「Libérée, Délivrée」(フランス語版) |      |            | Anaïs Delva  | 3:46 |

| #  | タイトル                                          | 作詞 | 作曲・編曲 | パフォーマー | 時間 |
| -- | ------------------------------------------------- | ---- | ---------- | --- | ---- |
| 1. | 「Kaltes Herz」(ドイツ語版)                       |      |            | Manuel Straube,Tommy Amper, Benjamin Grund, Stefan Thomas, Florian Wolf, Thomas Hohenberger & Frank Oliver Weißmann | 1:44 |
| 2. | 「Willst du einen Schneemann bauen?」(ドイツ語版) |      |            | Pia Allgaier, Manuel Straube, Valeska Gerhart & Magdalena Haier                                                     | 3:26 |
| 3. | 「Zum ersten Mal」(ドイツ語版)                    |      |            | Pia Allgaier & Willemijn Verkaik                                                                                    | 3:44 |
| 4. | 「Liebe öffnet Tür'n」(ドイツ語版)                |      |            | Pia Allgaier & Manuel Straube                                                                                       | 2:04 |
| 5. | 「Lass jetzt los」(ドイツ語版)                    |      |            | Willemijn Verkaik                                                                                                   | 3:43 |
| 6. | 「Rentiere sind besser als Menschen」(ドイツ語版) |      |            | Leonhard Mahlich | 0:51 |
| 7. | 「Im Sommer」(ドイツ語版)                         |      |            | Hape Kerkeling | 1:43 |
| 8. | 「Zum ersten Mal (Reprise)」(ドイツ語版)          |      |            | Pia Allgaier & Willemijn Verkaik                                                                                    | 2:29 |
| 9. | 「Aufpolieren」(ドイツ語版)                       |      |            | Hape Kerkeling, Tommy Amper & Petra Scheeser                                                                        | 3:01 |

| #  | タイトル                                                   | 作詞 | 作曲・編曲 | パフォーマー                                         | 時間 |
| -- | ---------------------------------------------------------- | ---- | ---------- | ---------------------------------------------------- | ---- |
| 1. | 「Det Frosne Hjertes Slag」(デンマーク語版)                |      |            | The Danish Cast of Frozen                            | 1:44 |
| 2. | 「Skal Vi Ikke Lave en Snemand?」(デンマーク語版)          |      |            | Marie Dietz, Natascha Jessen, Kristine Yde Eriksen   | 3:26 |
| 3. | 「Jeg Har Ventet Alt for Længe」(デンマーク語版)           |      |            | Kristine Yde Eriksen & Maria Lucia Heiberg Rosenberg | 3:44 |
| 4. | 「Vi Lukker Døren Op」(デンマーク語版)                     |      |            | Kristine Yde Eriksen & Christian Lund                | 2:04 |
| 5. | 「Lad Det Ske」(デンマーク語版)                            |      |            | Maria Lucia Heiberg Rosenberg                        | 3:43 |
| 6. | 「Rensdyr Er Bedre End Mennesker」(デンマーク語版)         |      |            | Kenneth M. Christensen                               | 0:51 |
| 7. | 「Til Sommer」(デンマーク語版)                             |      |            | Martin Brygmann                                      | 1:43 |
| 8. | 「Jeg Har Ventet Alt for Længe (Reprise)」(デンマーク語版) |      |            | Kristine Yde Eriksen & Maria Lucia Heiberg Rosenberg | 2:29 |
| 9. | 「Småskavanker」(デンマーク語版)                           |      |            | The Danish Cast of Frozen                            | 3:01 |

| #   | タイトル                                           | 作詞 | 作曲・編曲 | パフォーマー | 時間 |
| --- | -------------------------------------------------- | ---- | ---------- | ------------ | ---- |
| 33. | 「レット・イット・ゴー〜ありのままで〜」(日本語版) |      |            | May J.       | 3:46 |

| #         | タイトル                                | 作詞      | 作曲・編曲 | アーティスト                                                                        | 時間 |
| --------- | --------------------------------------- | --------- | ---------- | ----------------------------------------------------------------------------------- | ---- |
| 1.        | 「For the First Time in Forever」(Demo) |           |            | クリステン・アンダーソン＝ロペス                                                    | 3:33 |
| 2.        | 「Love Is an Open Door」(Demo)          |           |            | ロバート・ロペス&クリステン・アンダーソン＝ロペス                                   | 2:02 |
| 3.        | 「We Know Better」(Outtake)             |           |            | クリステン・アンダーソン＝ロペス                                                    | 4:04 |
| 4.        | 「Spring Pageant」(Outtake)             |           |            | ロバート・ロペス&クリステン・アンダーソン＝ロペス、ケイティ・ロペス、アニー・ロペス | 3:09 |
| 5.        | 「More Than Just the Spare」(Outtake)   |           |            | クリステン・アンダーソン＝ロペス                                                    | 3:25 |
| 6.        | 「You're You」(Outtake)                 |           |            | ロバート・ロペス&クリステン・アンダーソン＝ロペス                                   | 1:48 |
| 7.        | 「Life's Too Short」(Outtake)           |           |            | クリステン・アンダーソン＝ロペス                                                    | 3:52 |
| 8.        | 「Life's Too Short (Reprise)」(Outtake) |           |            | クリステン・アンダーソン＝ロペス                                                    | 1:42 |
| 9.        | 「Reindeer(s) Remix」(Outtake)          |           |            | ロバート・ロペス                                                                    | 2:26 |
| 10.       | 「The Ballad of Olaf & Sven」(Demo)     |           |            | クリストフ・ベック                                                                  | 1:35 |
| 11.       | 「Queen Elsa of Arendelle」(Demo)       |           |            | クリストフ・ベック                                                                  | 0:42 |
| 12.       | 「Hans」(Demo)                          |           |            | クリストフ・ベック                                                                  | 1:20 |
| 13.       | 「It Had to Be Snow」(Demo)             |           |            | クリストフ・ベック                                                                  | 1:17 |
| 14.       | 「Meet Olaf」(Demo)                     |           |            | クリストフ・ベック                                                                  | 2:01 |
| 15.       | 「Hands for Hans」(Demo)                |           |            | クリストフ・ベック                                                                  | 0:48 |
| 16.       | 「Oaken's Sauna」(Demo)                 |           |            | クリストフ・ベック                                                                  | 1:25 |
| 17.       | 「Thin Air」(Demo)                      |           |            | クリストフ・ベック                                                                  | 2:19 |
| 18.       | 「Cliff Diving」(Demo)                  |           |            | クリストフ・ベック                                                                  | 0:50 |
| 19.       | 「The Love Experts」(Demo)              |           |            | クリストフ・ベック                                                                  | 1:02 |
| 20.       | 「Elsa Imprisoned」(Demo)               |           |            | クリストフ・ベック                                                                  | 1:04 |
| 21.       | 「Hans' Kiss」(Demo)                    |           |            | クリストフ・ベック                                                                  | 2:11 |
| 22.       | 「Coronation Band Suite」(Demo)         |           |            | クリストフ・ベック                                                                  | 1:32 |
| 23.       | 「Let It Go」(Instrumental)             |           |            | ロバート・ロペス&クリステン・アンダーソン＝ロペス                                   | 3:46 |
| 合計時間: | 合計時間:                               | 合計時間: | 47:53      |                                                                                     |      |

| #   | タイトル                                          | 作詞 | 作曲・編曲 | アーティスト                                                                        | 時間 |
| --- | ------------------------------------------------- | ---- | ---------- | ----------------------------------------------------------------------------------- | ---- |
| 24. | 「For the First Time in Forever」(Instrumental)   |      |            | ロバート・ロペス&クリステン・アンダーソン＝ロペス                                   | 3:46 |
| 25. | 「Love Is an Open Door」(Instrumental)            |      |            | ロバート・ロペス&クリステン・アンダーソン＝ロペス                                   | 2:07 |
| 26. | 「In Summer」(Instrumental)                       |      |            | ロバート・ロペス&クリステン・アンダーソン＝ロペス                                   | 1:47 |
| 27. | 「Let It Go」(Instrumental — Demi Lovato Version) |      |            | ロバート・ロペス、クリステン・アンダーソン＝ロペス&エマニュエル・"エマ"・キリアコウ | 3:45 |

| #   | タイトル                                                          | 作詞 | 作曲・編曲 | パフォーマー                                                                     | 時間 |
| --- | ----------------------------------------------------------------- | ---- | ---------- | -------------------------------------------------------------------------------- | ---- |
| 1.  | 「氷の心」(日本語版)                                              |      |            | 小西のりゆき、Kuma、岡田誠、村上勧次朗、加藤凱也、鹿志村篤臣、朝隈濯朗、根本泰彦 | 1:46 |
| 2.  | 「雪だるまつくろう」(日本語版)                                    |      |            | 神田沙也加、稲葉菜月、諸星すみれ                                                 | 3:28 |
| 3.  | 「生まれてはじめて」(日本語版)                                    |      |            | 神田沙也加、松たか子                                                             | 3:44 |
| 4.  | 「とびら開けて」(日本語版)                                        |      |            | 神田沙也加、津田英佑                                                             | 2:07 |
| 5.  | 「レット・イット・ゴー 〜ありのままで〜」(日本語版)               |      |            | 松たか子                                                                         | 3:44 |
| 6.  | 「トナカイのほうがずっといい」(日本語版)                          |      |            | 原慎一郎                                                                         | 0:50 |
| 7.  | 「あこがれの夏」(日本語版)                                        |      |            | ピエール瀧（初版） / 武内駿輔（再販）                                            | 1:54 |
| 8.  | 「生まれてはじめて（リプライズ）」(日本語版)                      |      |            | 神田沙也加、松たか子                                                             | 2:30 |
| 9.  | 「愛さえあれば」(日本語版)                                        |      |            | 杉村理加、安崎求                                                                 | 3:03 |
| 10. | 「レット・イット・ゴー 〜ありのままで〜」(日本語版)               |      |            | May J.                                                                           | 3:44 |
| 11. | 「レット・イット・ゴー（マルチ・ランゲージ・メドレー）」          |      |            | キャスト                                                                         | 3:44 |
| 12. | 「雪だるまつくろう（カラオケ・バージョン）」                      |      |            |                                                                                  | 3:28 |
| 13. | 「生まれてはじめて（カラオケ・バージョン）」                      |      |            |                                                                                  | 3:44 |
| 14. | 「レット・イット・ゴー 〜ありのままで〜（カラオケ・バージョン）」 |      |            |                                                                                  | 3:44 |
| 15. | 「生まれてはじめて（リプライズ カラオケ・バージョン）」           |      |            |                                                                                  | 2:30 |

## 商業的成功
サウンドトラックはアメリカ合衆国Billboard 200で初登場18位となったが、これはアニメ映画のサウンドトラックとしては2006年の『カーズ』以来最高の順位であった。サウンドトラックは10位に上昇し、アニメ映画のサウンドトラックとしては史上10例目となるトップテン入りを果たした。さらにその後4位まで上昇したが、これはアニメ映画としてはディズニーの『ポカポンタス』（1995年）以来最高の順位であった。
アルバムは2013年内にアメリカ合衆国内で33万8000万枚を売り上げ、同年内で5番目に売れたサウンドトラックアルバムとなった。
2014年1月7日時点でサウンドトラックはBillboardのトップサウンドトラックで4週連続1位であった。またiTunes chartでは16万5000万コピー以上を売り上げてアルバムで1位となった。2014年1月4日付のBillboard 200ではビヨンセのセルフタイトルアルバムを抜いて1位となった。アニメ映画のサウンドトラックが1位を獲得するのは史上4例目であった。サウンドトラックは2週連続で1位となったが、劇場映画のサウンドトラックが連続位1位を獲得するのは2007年初頭の『ドリームガールズ』以来のことであった。またアニメ映画のサウンドトラックが複数回1位を獲得するのは1994-1995年の『ライオン・キング』以来であった。その後サウンドトラックは4目の1位を獲得したが、これは劇場映画のサウンドトラックとしては『バッドボーイズ2バッド』以来であった。2014年2月19日時点でアメリカ合衆国での売り上げは105万2000枚であった。2014年2月後半には5回目の1位を獲得したが、これは16週連続で1位を獲得した『タイタニック』（1998年）以来最多記録である。

## チャート

### アルバム
| チャート（2013-14年）            | 最高 順位 |
| -------------------------------- | --------- |
| Argentinian Albums Chart         | 1         |
| Australian Albums Chart          | 2         |
| Belgian Albums Chart (Flanders)  | 31        |
| Belgian Albums Chart (Wallonia)  | 21        |
| Canadian Albums Chart            | 1         |
| Danish Albums Chart              | 12        |
| Dutch Albums Chart               | 78        |
| French Albums Chart              | 5         |
| German Albums Chart              | 18        |
| Irish Compilation Albums Chart   | 1         |
| Italian Compilation Albums Chart | 8         |
| New Zealand Albums Chart         | 8         |
| Norwegian Albums Chart           | 16        |
| South Korean Albums Chart        | 2         |
| Spanish Albums Chart             | 13        |
| UK Compilation Albums Chart      | 1         |
| US Billboard 200                 | 1         |
| US Billboard Top Soundtracks     | 1         |
| 日本 CDアルバム週間ランキング    | 1         |

### トラック
| トラック名                            | パフォーマー                                            | 最高順位 | 最高順位 | 最高順位 | 最高順位 | 最高順位 | 最高順位 | 最高順位 | 認定                              |
| トラック名                            | パフォーマー                                            | USA      | CAN      | AUS      | IRE      | KOR      | NZ       | UK       | 認定                              |
| ------------------------------------- | ------------------------------------------------------- | -------- | -------- | -------- | -------- | -------- | -------- | -------- | --------------------------------- |
| 「レット・イット・ゴー」 (シングル版) | デミ・ロヴァート                                        | 38       | 31       | 25       | 34       | 50       | 13       | 42       | - ARIA: ゴールド                  |
| 「レット・イット・ゴー」              | イディナ・メンゼル                                      | 5        | 18       | 19       | 7        | 1        | 34       | 11       | - RIAA: プラチナ - ARIA: ゴールド |
| 「雪だるまつくろう」                  | クリステン・ベル、アガサ・リー・モン&ケイティー・ロペス | 55       | 61       | 45       | 38       | 5        | —        | 45       |                                   |
| 「生まれてはじめて」                  | クリステン・ベル&イディナ・メンゼル                     | 57       | 70       | 62       | 64       | 11       | —        | 66       |                                   |
| 「あこがれの夏」                      | ジョシュ・ギャッド                                      | 104      | —        | 90       | —        | 63       | —        | —        |                                   |
| 「とびら開けて」                      | クリステン・ベル&サンティノ・フォンタナ                 | 101      | —        | —        | —        | 21       | —        | 190      |                                   |
| 「—」はチャート入り無し。             |                                                         |          |          |          |          |          |          |          |                                   |

## 認定
| 国/地域                                             | 認定     | 認定/売上数 |
| --------------------------------------------------- | -------- | ----------- |
| イギリス (BPI)                                      | Gold     | 100,000*    |
| アメリカ合衆国 (RIAA)                               | Platinum | 1,900,000^  |
| 日本 (RIAJ)                                         | Million  | 1,000,000^^ |
| * 認定のみに基づく売上数 ^ 認定のみに基づく出荷枚数 |          |             |